# Toma de aire

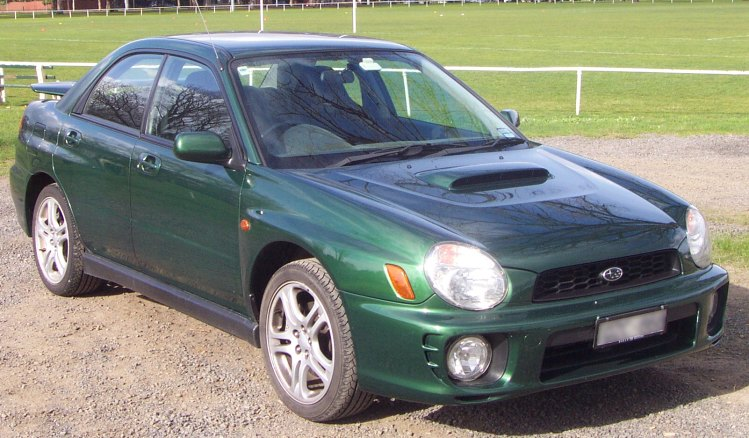
Toma de aire funcional en el capó de un Subaru Impreza WRX.

Un toma de aire, también llamada entrada de aire, es un componente que sale del capó de un vehículo que permite la entrada de un flujo de aire para refrigerar directamente el compartimiento del motor, o bien parece hacerlo. Tiene una sola abertura y está cerrado por todos los demás lados. Su función principal es permitir un flujo directo de aire al motor, de ahí la necesidad de elevarlo para canalizar eficazmente el aire hacia el compartimiento del mismo. Puede ser una toma cerrada y, por tanto, puramente decorativo o servir para mejorar el rendimiento de varias formas posibles.

## Funciones de la toma de aire

### Refrigerar
En la mayoría de los vehículos modernos, los motores de combustión interna «respiran» aire debajo del capó o aire conducido bajo el parachoques delantero a través de tubos de plástico y goma. Las altas temperaturas de funcionamiento en el compartimento del motor dan como resultado una entrada de aire de 28 °C (82 °F) o más caliente que la temperatura ambiente y, en consecuencia, menos densa. Una toma de aire en el capó puede proporcionar al motor aire exterior más denso y frío, lo que aumenta la potencia.

### Compresión de aire
A altas velocidades, una toma de compresión de aire adecuada puede aumentar la velocidad y la presión con la que el aire entra a la admisión del motor, creando un efecto de sobrealimentación de resonancia. Por lo general, tales efectos solo se sienten a velocidades muy altas, lo que hace que el aire comprimido sea principalmente útil para las carreras, no para el desempeño en la calle.
Pontiac usó el nombre comercial «Ram Air» para describir sus motores equipados con tomas funcionales. A pesar del nombre, la mayoría de estos sistemas solo proporcionaban aire frío, con poco o ningún efecto de sobrealimentación.

### Tomas del intercúler
Algunos motores con turbocompresores o sobrealimentadores también están equipados con intercoolers montados en la parte superior para reducir la temperatura y aumentar la densidad del aire a altas presiones producido por el compresor. La canalización del aire exterior al intercooler (que es un intercambiador de calor similar a un radiador) aumenta su efectividad, proporcionando una mejora significativa en la potencia.

## Diseño de la toma
Para que sea eficaz, una toma de aire funcional debe estar ubicada en una zona de alta presión del capó. Por esa razón, algunas tomas funcionales están ubicadas en la parte trasera del capó, donde la curvatura del parabrisas crea una zona de alta presión y pueden colocarse de manera que su abertura mire hacia el parabrisas (una toma invertida).

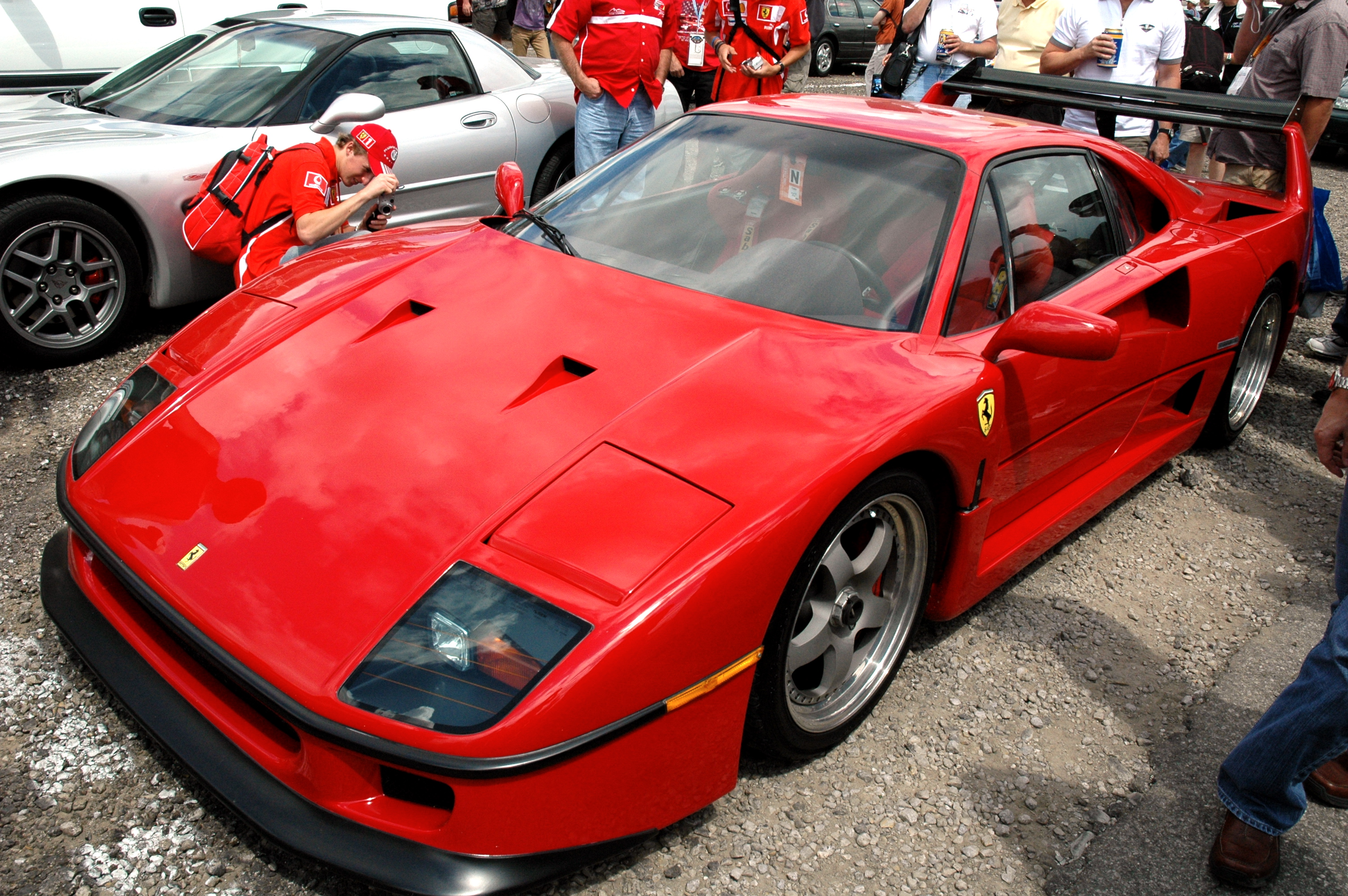
Tomas de aire al estilo NACA del Ferrari F40.

La toma de aire será más eficaz si está montada lo suficientemente alto para despejar la capa límite (el aire lento que se adhiere a la superficie de un objeto en movimiento) o si es un conducto NACA, montado debajo de la superficie y diseñado para hacer que el aire se mueve más rápido fuera de la capa límite hacia el conducto. Una toma poco profunda que no sea un conducto NACA puede no admitir una cantidad útil de aire incluso si está abierta.
Debajo del capó, una toma eficaz debe canalizar el aire hacia la entrada del motor lo más rápido y directo posible, preferiblemente a través de un tubo o canal que esté aislado contra el calor debajo del capó.
Una toma de aire puede ser parte del capó o del conjunto del filtro de aire del motor, sobresaliendo a través de un orificio en el capó.

### Tomas de aire en el rally
Una toma de aire en el capó puede ser beneficiosa para un intercúler montado en la parte superior, especialmente durante una carrera de rally. Otro problema podría ser que rocas o guijarros entrasen en la toma de aire y dañasen el motor o el intercúler; sin embargo, se pueden instalar protectores antipiedras para evitar este problema.